# Picićeva pjesmarica
Picićeva pjesmarica ili Prva rapska pjesmarica je pjesmarica koju je zapisao rapski kanonik Matija Picić 1471. godine. To je dramatizacija dijaloškog dramskog teksta Gospinog plača. Sadrži još neke poznate pjesme, poput „Va se vrime godišta“. Najstariji je zapis na hrvatskom jeziku i latinici na razini cijele Europe. Čuva se u Bodlein Library u Engleskoj, u Oxfordu. Pisana je latiničkom goticom. 117 listova sadrži latinske, talijanske i hrvatske dijelove. Hrvatske su napisane na starohrvatskom jeziku čakavske osnovice. Picić je i ispisao i potpisao i datirao listove.